# Stoughton, Wisconsin
Stoughton är en ort i Dane County i delstaten Wisconsin, USA.